# Mnium thomsonii
Mnium thomsonii (deutsche Namen sind Geradschnäbeliges Sternmoos oder Thomsons Sternmoos) ist eine Laubmoos-Art aus der Familie Mniaceae.

## Merkmale
Die Pflanzen wachsen in dunkelgrünen, später rötlich braunen Rasen und werden bis etwa 5 Zentimeter hoch. Die Wuchsform ist etwas übergebogen. Die Stämmchen sind rot bis rotbraun.
Die Blätter sind trocken leicht gekräuselt, feucht aufrecht abstehend. Sie sind an der Sproßspitze am größten, darunter etwas kleiner, lanzettlich und zugespitzt, bis um 5 (maximal 10) Millimeter lang und 1,3 Millimeter breit. Die gesäumten Blattränder sind bis unter die Blattmitte herab mit spitzen einfachen oder doppelten Zähnen besetzt. Die kurz austretende oder in der Blattspitze endende Blattrippe ist auf der Unterseite gezähnt.
Die Zellen der Blattmitte sind in der Mehrzahl abgerundet-quadratisch und bis etwa 20 Mikrometer groß.
Sporogone sind einzeln angeordnet. Die geneigte bis waagrechte Kapsel ist länglich und gelbbraun bis braun, der Deckel geschnäbelt. Die warzig-papillösen Sporen haben eine Größe von etwa 24 bis 36 Mikrometer.
Die Geschlechterverteilung ist diözisch.

## Standortansprüche
Das Moos wächst an mäßig trockenen bis feuchten, schattigen Stellen auf erdüberdeckten Kalk- oder kalkhaltigen Felsen und auf steinigen Waldböden, des Weiteren in alpinen Rasenlücken.

## Verbreitung
In Deutschland, Österreich und der Schweiz ist das Hauptverbreitungsgebiet der Alpenraum, hier lebt die Art in Höhenlagen ab etwa 400 bis über 3000 Metern Seehöhe, schwerpunktmäßig jedoch in montanen bis alpinen Lagen und ist besonders in den Kalkgebieten auch häufig. Außerhalb der Alpen kommt sie in der Schwäbischen Alb und im Südschwarzwald zerstreut vor, ist im übrigen Berg- und Hügelland selten und fehlt im Flachland ganz.
Mnium thomsonii ist eine subarktisch-subalpine Art mit Verbreitungsgebiet Eurasien und Nordamerika. In Nordeuropa ist sie von der arktischen bis borealen Zone verbreitet, in West-, Mittel- und Osteuropa kommt sie nur in höheren Lagen vor.